# کورئوس دی کاستاریکا
کورئوس دی کاستاریکا (انگلیسی: Correos de Costa Rica) شرکت دولتی پست کاستاریکا است، که در سال ۱۸۳۹ تأسیس شد.